# Miralles (Cercs)
Miralles és una obra del municipi de Cercs (Berguedà) inclosa en l'Inventari del Patrimoni Arquitectònic de Catalunya.

## Descripció
Edifici rural aïllat de planta baixa i dos pisos. Edifici orientat en la seva façana principal cap al SE. És en aquesta banda i en la de llevant on hi ha les obertures més destacades. Aquestes són ben distribuïdes en el pla de façana, conservant part de la seva estructura en fusta original. Per altra banda, es conserva alguna finestra amb marcs i llindes de pedra polida. La teulada és a dues aigües amb carener perpendicular a la façana principal. Els carreus són de mides més grosses de l'habitual en aquest tipus de construccions, units amb morter i parcialment arrebossats. El basament de tot el conjunt es fa sobre roca natural que li dona un sobrealçat damunt del terreny. A la part posterior es conserva parcialment una construcció semicircular adossada que podria haver estat un dipòsit o cisterna.
A tocar de l'edifici, a la seva part NE, hi ha restes del que havia estat la pallissa de la casa, en l'actualitat esfondrada i amb evidents signes d'haver estat reutilitzada, amb anterioritat a la seva caiguda, amb usos no originals que podrien accelerat el seu deteriorament.

## Història
El lloc de Miralles és documentat des de l'any 898, per tant un dels més antics del terme municipal. Malgrat estar documentada la presència d'una antiga església romànica, en l'actualitat no es conserva cap resta d'aquesta. Pel que fa a l'actual casa, hereva d'antigues construccions, amb notables modificacions i ampliacions, cal datar-la com una obra no gaire tardana, situant-se la seva edificació, com a màxim a finals del segle xviii o primers anys del XIX.